# Сальвадори, Марио
Марио Сальвадори (итал. Mario Giorgio Salvadori; 1907, Рим — 25 июня 1997, Нью-Йорк) — профессор гражданского строительства и архитектуры Колумбийского университета. Был консультантом в Манхэттенском проекте.

## Биография
Вместе с семьёй много лет провел в Испании и вернулся в Италию в 1923 году. Получить образование инженера-строителя, а позднее — докторскую степень архитектора гражданского строительства и математики в Римском университете. На пенсии он добровольно работал с группами студентов из государственных школ Нью-Йорка. В 1987 году Сальвадори основал Некоммерческий образовательный центр на территории студенческого городка Сити-Колледж в Нью-Йорке.

## Публикации
- Teaching for the future, not the past (англ.)
- A Life in Education // The Bridge vol. 27 no. 2 (summer 1997), National Academy of Engineering
- Can there be any relationships between mathematics and architecture? // Nexus 96 conference on architecture and mathematics, Fucecchio, Italy